# Mestre Camisa
Mestre Camisa, vlastním jménem José Tadeu Carneiro Cardoso (* 1956), je mistr a propagátor brazilského bojového umění capoeira, zakladatel Abada, brazilské asociace tohoto sportu.

## Život a působení
Narodil se v roce 1956 ve vnitrozemí státu Bahia (Jacobina) na severovýchodě Brazílie. Pochází z rodiny, ve které bylo pět bratrů. Poprvé začal cvičit capoeiru v 60. letech, kdy mu bylo 7 let. Nejprve se učil od svého staršího bratra jménem Camisa Roxa, který byl studentem Mestre Bimby. V krátké době se přestěhoval do Salvadoru, kde bydlel v Lapinha. Tam pokračoval ve studiu capoeiry v pouličních skupinách, hlavně Mestre Waldemara a Mestre Trairy. Rody se konaly na Rua Pero Vaz. Později se Mestre Camisa učil v Akademii Mestre Bimby, kde zdokonalil sebe i svůj styl.
Snaha systematizovat výuku, vytvořit vhodné prostředí a pozitivní zázemí pro capoeiristy vyústila v roce 1988 založením asociace Abadá Capoeira (Associação Brasileira de Apoio e Desenvolvimento da Arte Capoeira – Brazilská asociace pro podporu a rozvoj umění capoeiry). Mestre Camisa čerpal z učení Mestre Bimby a vytvořil tak svůj vlastní styl přidáním unikátních technik a metodologie, čímž zlepšil bojovou stránku capoeiry. Dostal se tak mezi nejrespektovanější mistry capoeiry a významně pomohl rozvoji tohoto umění na dnešní úroveň. Vzhledem k tomu, že neměl masivní tělo, vynalezl unikátní techniky jak neutralizovat protivníka pomocí úniků, porazů, rychlosti a efektivity aplikace pohybů. Tyto techniky mu dovolovaly čelit mnohem většímu protivníkovi za zachování vyrovnaných podmínek.
Mestre Camisa neustále vyvíjí a zlepšuje svůj styl. Účastní se a pořádá semináře a páskování po celém světě, vytváří novou podobu capoeiry, která se snaží respektovat a zachovávat tradice a základy tohoto umění. Abada Capoeira se celosvětově rozvíjí, avšak zachovává všechny aspekty capoeiry, jakožto bojové umění, hru, zdroj rytmů, písní a jako spontánní umění. Abada Capoeira realizuje mnoho sociálních a vzdělávacích projektů po celém světě, dále každoročně organizuje řadu ekologických kampaní a sportovních akcí. Dnes má Abadá Capoeira více než 50 tisíc členů a je největší organizací capoeiry na světě a má své pobočky i v ČR.